# Sebastián Rulli
Sebastián Rulli (Buenos Aires, 6 de julio de 1975) es un actor y modelo. Nacido en Argentina, ha desarrollado la mayor parte de su carrera profesional en México, adquiriendo la doble ciudadanía argentina y mexicana.

## Biografía
Antes de convertirse en actor, Sebastián Rulli empezó a modelar en muchos países europeos como España, Italia y Francia, así como en México y los Estados Unidos.
En México, se matriculó en el Centro de Educación Artística (CEA) de Televisa, donde estudió actuación. Rulli hizo su primera aparición en la televisión mexicana en la telenovela Primer amor - a mil por hora en el 2000. Él ha ganado gran popularidad desde entonces Sebastián ha incursionado en muchas otras telenovelas de Televisa, entre ellas Clase 406 (2002), Alegrijes y rebujos (2003) y Rubí (2004), en esta última como "Héctor Ferrer". Trabajó en la producción de Carla Estrada, Pasión (2007) como "Santiago Márquez", un personaje principal, junto con Fernando Colunga y Susana González. En 2009 concluyó su participación estelar en la telenovela Un gancho al corazón interpretando el papel de Mauricio Sermeño.
En mayo de 2008 estelarizó la puesta en escena de P.D. Tu gato ha muerto siendo el séptimo actor en actuar junto a Otto Sirgo en la misma, a más de doce años de su estreno en México.
En 2010 tuvo una participación especial en Cuando me enamoro y protagonizó en Teresa en el papel de Arturo de la Barrera Azuela.
En 2012 fue protagonista en Amores verdaderos como Francisco Guzmán.
En 2013 protagonizó junto con Angelique Boyer y Luis Roberto Guzmán en la telenovela Lo que la vida me robó, de Angelli Nesma Medina.
En 2014 estelarizó junto con Angelique Boyer la obra de teatro Los derechos de la mujer.

## Vida personal
Estuvo casado entre los años 2007 y 2011 con Cecilia Galliano, con quien tiene a su primer hijo.

## Filmografía

### Televisión
- Locas por ellos (1996) - Johnny
- Montaña rusa, otra vuelta (1996) - Ignacio
- Naranja y media (1997) - Sebastián
- Verano del 98 (1998-1999) - Willy
- Primer amor, a 1000 x hora (2000-2001) - Mauricio
- Sin pecado concebido (2001) - Marco Vinicio Martorel Hernández
- Mujer, casos de la vida real (2002)
- Clase 406 (2002-2003) - Juan Esteban San Pedro
- Alegrijes y Rebujos (2003) - Rogelio Díaz Mercado[10]
- Rubí (2004) - Héctor Ferrer Garza[11]
- Contra viento y marea (2005) - Sebastián Cárdenas Contreras[12]
- Mundo de fieras (2006-2007) - Juan Cristóbal Martínez Guerra[13]
- Pasión (2007-2008) - Santiago Márquez[14]
- Un gancho al corazón (2008-2009) - Mauricio Sermeño[15]
- Cuando me enamoro (2010) - Roberto Gamba[16]
- Teresa (2010-2011) - Arturo de la Barrera Azuela[17]
- La familia P. Luche (2012) - Él mismo[18]
- Amores verdaderos (2012-2013) - Francisco Guzmán Trejo[19]
- Lo que la vida me robó (2013-2014) - Alejandro Almonte Domínguez[20]
- Tres veces Ana (2016) - Santiago García / Marcelo Salvaterra[21]
- Papá a toda madre (2017-2018) - Mauricio López-Garza Silvetti[22]
- El Dragón: El regreso de un guerrero (2019-2020) - Miguel Garza Martínez, "El Dragón" [23]
- Vencer el pasado (2021) - Darío Valencia / Mauro Álvarez[24]
- Los ricos también lloran (2022) - Luis Alberto Salvatierra[25]
- Más allá de ti (2023) - David Salgado[26]
- Está libre (2023) - Striper[27]
- El extraño retorno de Diana Salazar (2024-2025) - Mario Villarreal / Eduardo Carvajal[28][29]

### Teatro
- Posdata: Tu gato ha muerto (2008)[30]
- Divorciémonos, mi amor[31]
- Perfume de Gardenia (2012-2013) - Ricardo Cordero[32]
- Los derechos de la mujer (2014)[33]
- Los hombres son de Marte y las mujeres de Venus (2014-2015)[34]

### Otras participaciones
- Arrepentida (2010) - Video musical de Yuri[35]

## Premios y reconocimientos
- 2013: La revista People en Español lo nombró como uno de "Los 50 más bellos".[36]

### Premios ACE (Nueva York)
| Año  | Categoría   | Trabajo              | Resultado |
| ---- | ----------- | -------------------- | --------- |
| 2010 | Mejor actor | Un gancho al corazón | Ganador   |
| 2012 | Mejor actor | Teresa               | Ganador   |

### Premios ACPT
| Año  | Categoría        | Obra                  | Resultado |
| ---- | ---------------- | --------------------- | --------- |
| 2008 | Actor revelación | PD: Tu gato ha muerto | Ganador   |

### Premios TVyNovelas
| Año  | Categoría               | Trabajo                | Resultado |
| ---- | ----------------------- | ---------------------- | --------- |
| 2017 | Mejor actor protagónico | Tres veces Ana         | Ganador   |
| 2015 | Mejor actor protagónico | Lo que la vida me robó | Ganador   |
| 2014 | Mejor actor protagónico | Amores verdaderos      | Nominado  |
| 2011 | Mejor actor protagónico | Teresa                 | Nominado  |
| 2010 | Mejor actor protagónico | Un gancho al corazón   | Nominado  |
| 2008 | Mejor actor coestelar   | Pasión                 | Nominado  |

### Premios Bravo
| Año  | Categoría   | Trabajo | Resultado |
| ---- | ----------- | ------- | --------- |
| 2010 | Mejor actor | Teresa  | Ganador   |

### PremiosPeople en Español
| Año  | Categoría                          | Trabajo           | Resultado |
| ---- | ---------------------------------- | ----------------- | --------- |
| 2011 | Mejor actor                        | Teresa            | Nominado  |
| 2011 | Mejor pareja (con Angelique Boyer) | Teresa            | Nominado  |
| 2013 | Mejor actor                        | Amores verdaderos | Nominado  |
| 2013 | Mejor pareja (con Eiza González)   | Amores verdaderos | Nominado  |

### Premios Juventud
| Año  | Categoría        | Trabajo                | Resultado |
| ---- | ---------------- | ---------------------- | --------- |
| 2013 | ¡Está buenísimo! | Amores verdaderos      | Ganador   |
| 2014 | ¡Está buenísimo! | Lo que la vida me robó | Nominado  |

### Carnaval Carolina
| Año  | Categoría                           | Nominado        | Resultado |
| ---- | ----------------------------------- | --------------- | --------- |
| 2014 | Actor más admirado de la televisión | Sebastián Rulli | Ganador   |